# Óscar Salas
Óscar Leonardo Salas Miranda (Olanchito, 30 novembre 1993) è un calciatore honduregno, centrocampista del Vida.

## Carriera

### Club
Ha giocato nella massima serie del campionato honduregno con il CD Olimpia, esordendo nella stagione 2012-2013; sempre con l'Olimpia ha inoltre giocato anche in CONCACAF Champions League.

### Nazionale
Ha giocato sia con l'Under-20 che con l'Under-23.
Ha preso parte ai Giochi olimpici del 2016 in Brasile, disputando 3 incontri fino al raggiungimento della semifinale persa per 6-0 contro il Brasile e conseguente finale per il terzo posto persa per 3-2 contro la Nigeria.

## Palmarès

### Club

#### Competizioni internazionali
- CONCACAF League: 1

CD Olimpia: 2017